# Circuitul Catalunya
Circuit de Barcelona-Catalunya este un circuit de curse auto din Barcelona, Catalonia, Spania.